# Elea-Mariama Diarra
Elea-Mariama Diarra (Lyon, 8 de marzo de 1990) es una deportista francesa que compite en atletismo. Ganó una medalla de plata en el Campeonato Europeo de Atletismo de 2018, en la prueba de 4 × 400 m.

## Palmarés internacional
| Campeonato Europeo | Campeonato Europeo | Campeonato Europeo | Campeonato Europeo |
| Año                | Lugar              | Medalla            | Prueba             |
| ------------------ | ------------------ | ------------------ | ------------------ |
| 2018               | Berlín (Alemania)  | Medalla de plata   | 4 × 400 m          |